# Aaliyah: The Princess of R&B
Aaliyah: The Princess of R&B è un film TV del 2014 diretto da Bradley Walsh che narra la vita della cantante Aaliyah Haughton e basato sul libro di Christopher John Farley chiamato Aaliyah: More than a Woman. La pellicola fu presentata il 15 novembre 2014 sul canale Lifetime e venne spesso criticata fin dall'inizio della produzione da parte della famiglia della cantante. Il film raggiunse 3,2 milioni di spettatori durante la prima messa in onda diventando il film TV più visto del 2014, nonostante le forti critiche ricevute .